# 十
열십(열十)은 한자 부수의 하나이며 열이라는 뜻을 가지고 있다. 한자의 제작원리를 뜻하는 육서 중의 지사자로서 본래의 막대기 모양에 가로선이 더해져 만들어졌다. 한자능력검정시험의 급수에서 8급에 배정되어 있다.

## 十부
| 자획  | 글자                 |
| ----- | -------------------- |
| 0     | 十                   |
| 1 획  | 千 卄 卂             |
| 2 획  | 午 升 卅 廿 卆 㔹 卐 |
| 3 획  | 半 卉 卌             |
| 4 획  | 卍 卋 华 协 㔺 㔻    |
| 6 획  | 卒 協 卑 卓 单 卖 卖 |
| 7 획  | 南 単                |
| 9 획  | 卙                   |
| 10 획 | 博                   |
| 11 획 | 㔼                   |
| 19 획 | 卛                   |

### 부수 명칭
- 영어: Radical 24

## 형태

갑골문
금문
대전
소전

## 같이 보기
- 십자